# Le Temps des genévriers
Le Temps des genévriers (titre original : Juniper Time) est un roman de science-fiction écrit par Kate Wilhelm et publié en 1979.

## Publications

### Publications en France
Le roman est paru en France aux éditions Denoël, dans la collection Présence du futur, en 1980, no 309. 
Il a été traduit de l'anglais (U.S.) par Sylvie Audoly. La couverture est illustrée par Paul Siraudeau.
Il a été réédité en 1999 dans cette même collection  (ISBN 2-207-24990-5). 

## Distinctions
Il a reçu le prix Apollo 1981.

## Résumé
La sécheresse dévaste plusieurs régions du monde, dont l'ouest des États-Unis, chassant les habitants de Californie vers de nouvelles villes qui n'en sont pas plus accueillantes pour autant.
Les difficultés que vivent les gens sont à l'origine d'un regain de tension entre les grandes puissances, ces tensions se cristallisant autour de la station spatiale Alpha.
Par ailleurs, Arthur Cluny et Jean Brighton ont un point commun : leurs pères étaient des héros du projet de construction d'Alpha. Amis d'enfance séparés par la vie, Arthur est devenu scientifique, tandis qu'elle (Jean est une jeune femme) est devenue linguiste.
Seuls les Indiens vivent d'espoir et tentent de s'adapter à la sécheresse en redécouvrant le mode de vie de leurs ancêtres.
C'est vers cette civilisation que se tournent Arthur et Jean, le jour où un message gravé sur une plaque d’or dérivant dans l’espace changera les choses et mettra en péril leur existence.
Arthur devra retrouver Jean, lui demander de décoder le message, tandis qu’elle lui apprendra un peu de la culture des Indiens.